# Motte féodale du Rebberg Grosstueck
La motte féodale du Rebberg Grosstueck est un monument historique situé à Wittenheim, dans le département français du Haut-Rhin.

## Localisation
Cette construction est située rue du Bourg à Wittenheim.

## Historique
L'édifice fait l'objet d'une inscription au titre des monuments historiques depuis 1989.